# Стрельск (Гомельская область)
Стрельск (бел. Стрэльск) — деревня в Криничном сельсовете Мозырского района Гомельской области Республики Беларусь.
На юге и севере граничит с лесом. Рядом расположен государственный ландшафтный заказник (15 га). Около деревни месторождения песка, известняка и каменно-гравийных дорожных материалов.

## География

### Расположение
В 29 км на юг от Мозыря, 152 км от Гомеля, 15 км от железнодорожной станции Козенки (на линии Калинковичи — Овруч).

### Гидрография
На реке Припять (приток реки Днепр).

## Транспортная сеть
Транспортные связи по просёлочной, затем автодороге Мозырь — Новая Рудня. Планировка состоит из прямолинейной улицы, ориентированной с юго-востока на северо-запад, вдоль реки. К главной улице с запада присоединяются 2 криволинейные улицы. Застройка деревянная, усадебного типа.

## История
Обнаруженное археологами городище (в центре деревни) свидетельствует о заселении этих мест с давних времён. По письменным источникам известна с XVI века как деревня в Мозырском повете Минского воеводства Великого княжества Литовского. Обозначена на карте Минского воеводства конца XVII века как деревня Стрелки. После 2-го раздела Речи Посполитой (1793 год) в составе Российской империи. В 1795 году село, действовала церковь (деревянная). В 1834 году на Припяти имелась пристань. Согласно переписи 1897 года действовал хлебозапасный магазин.
В 1930 году организован колхоз «Новый Стрельск», работала кузница. Во время Великой Отечественной войны 45 жителей погибли на фронте. Согласно переписи 1959 года в составе экспериментальной базы «Криничная» (центр — посёлок Криничный). Действовал фельдшерско-акушерский пункт. В 1962 году к деревне присоединена соседняя деревня Стрельская Горка.
В начале 2000-х годов был построен отель-курорт «Сосны».

## Население

### Численность
- 2004 год — 31 хозяйство, 45 жителей.

### Динамика
- 1795 год — 29 дворов, 255 жителей.
- 1834 год — 43 двора.
- 1897 год — 226 жителей (согласно переписи).
- 1908 год — 372 жителя.
- 1959 год — 306 жителей (согласно переписи).
- 2004 год — 31 хозяйство, 45 жителей.

## Достопримечательность
- Городище периода раннего средневековья, I тыс. до н.э. – I тыс. н.э. XI–XIII вв., через 0,09 км на юг от зданий по ул. Набережная 73, 74 —  Историко-культурная ценность Республики Беларусь, шифр 313В000532.